# Christian Ambadiang
Pas d'image ? Cliquez ici

a Compétitions nationales et continentales officielles uniquement.

Dernière mise à jour le 30 septembre 2024.
Christian Ambadiang, né le 13 janvier 1999 à Yaoundé (Cameroun), est un joueur camerounais de rugby à XV qui évolue au poste d'ailier au Castres olympique depuis 2024.

## Biographie

### Jeunesse et formation
Christian Ambadiang est né à Yaoundé au Cameroun le 13 janvier 1999,.
À l'âge de neuf ans, il fait son arrivée en Afrique du Sud. En 2012, il fréquente la Verwoerd High School où il joue au rugby à XV et représente les équipes de jeunes des Blue Bulls en 2015,.
L'année suivante, il intègre l'Academy (centre de formation) des Southern Kings avant de rejoindre celle de la Western Province. Durant la pré-saison 2018 de Super Rugby, il est nommé dans le groupe élargi des Stormers après des bonnes performances avec l'équipe des moins de 19 ans de la Western Province. Il ne dispute toutefois aucun match avec les Stormers.

### Carrière professionnelle
Durant la saison 2019-2020 du Pro14, il fait partie de l'effectif des Southern Kings mais il ne joue aucune rencontre.
À partir de 2021, il rejoint la France où il signe pour l'USON Nevers en Pro D2. Cette année-là, durant un match contre Provence Rugby il est visé par des insultes racistes de la part du demi de mêlée Ludovic Radosavljevic. En trois saisons avec le club nivernais, il inscrit 29 essais en 54 matchs.
En juillet 2024, il rejoint le Castres olympique où il brille dès son premier match en Top 14,. Auteur d'un retour défensif décisif sur l'arrière du Racing 92, Max Spring, ainsi que de l'essai de la gagne pour Castres, il termine la partie en véritable héros pour son tout premier match dans l'élite professionnelle. Submergé par l'émotion, il fond en larmes à la fin du match et dédie la victoire à sa grand-mère décédée peu de temps auparavant,,.